# Idiacanthus
Idiacanthus – rodzaj drapieżnych, morskich ryb głębinowych z rodziny wężorowatych (Stomiidae), wyróżniany w monotypowej podrodzinie Idiacanthinae. Jego taksonem siostrzanym jest Tactostoma. Ryby z tego rodzaju są w języku polskim określane nazwą idiakanty.

## Zasięg występowania
Występują w oceanicznych wodach mezopelagialnych i batypelagialnych, w strefie umiarkowanej i gorącej.

## Charakterystyka
Ciało silnie wydłużone, wężowatego kształtu, lekko bocznie spłaszczone, bez łusek. Narządy świetlne ułożone wzdłuż boków. Płetwa tłuszczowa i pęcherz pławny nie występują. U dorosłych osobników nie występują również płetwy piersiowe. Długość płetwy grzbietowej przekracza połowę długości całkowitej ciała. Idiakanty mają ekstremalnie zaznaczony dymorfizm płciowy. Samce są znacznie mniejsze od samic, dorastają do 6 cm, a samice do 53 cm (Idiacanthus atlanticus). Samice – jak wszystkie wężorowate – mają duży otwór gębowy wyposażony w długie i ostre zęby, przystosowany do chwytania i połykania dużych ofiar oraz wyrostek w kształcie wici pod szczęką. Samce nie mają zębów, natomiast ich jelito jest znacznie uwstecznione. Nie mogąc pobierać pokarmu giną wkrótce po zapłodnieniu samicy, co uważane jest za przystosowanie gatunku do bytowania w warunkach niedoboru pokarmu.
Kolejnym ewenementem w świecie przyrody są larwy idiakantów znacznie różniące się od postaci dorosłych. Ich oczy są osadzone na długich, cienkich słupkach, wchłanianych do ciała w miarę rozwoju. Podobnie dzieje się z końcowym odcinkiem jelita.

## Klasyfikacja
Gatunki zaliczane do tego rodzaju:
- Idiacanthus antrostomus
- Idiacanthus atlanticus
- Idiacanthus fasciola

Gatunkiem typowym jest Idiacanthus fasciola.

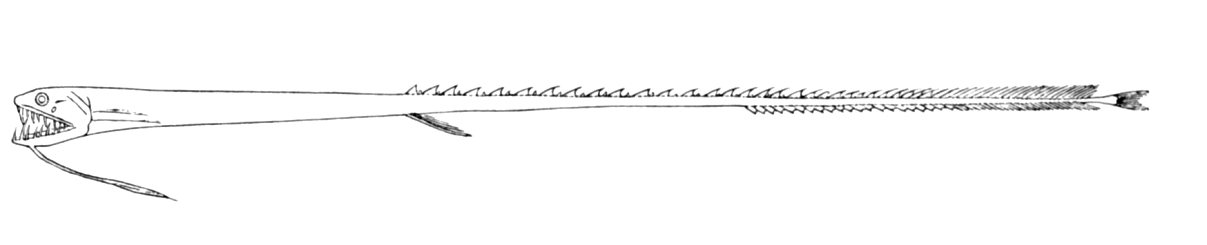
Idiacanthus fasciola